# Thanda Royal Zulu FC
El Thanda Royal Zulu es un club de fútbol de Sudáfrica, de la ciudad de Durban. Fue fundado en 2007 y juega en la Primera División de Sudáfrica.

## Historia
El equipo se fundó originariamente en 1958 en Ciudad del Cabo con el nombre de Hellenic FC. En 2004 se adoptó el nombre de Benoni Premier United. 
En 2007 un consorcio de empresas sueco compró la franquicia y trasladó al equipo a Durban, cambiando el nombre del club por Thanda Royal Zulu.

## Uniforme
- Uniforme titular: Camiseta blanca, pantalón negro y medias blancas.
- Uniforme alternativo: Camiseta naranja, pantalón negro y medias naranjas.

## Estadio
El Thanda Royal Zulu juega en tres campos, en el Estadio Kings Park, en el Estadio Mpumalanga y en el Estadio Hammarsdale. Normalmente el equipo juega en el Estadio Hammarsdale, aunque el Kings Park es el más grande, con capacidad para 52000 personas.

## Jugadores

### Plantilla 2008/09
Actualizado a 6 de abril de 2009